# David De Lima
David Eugenio de Lima Salas (Puerto La Cruz, Anzoátegui, Venezuela, 3 de abril de 1959) es un político y abogado venezolano, hijo de dos médicos del oriente venezolano, dirigente estudiantil y social, diputado regional y nacional, constituyentista y redactor de leyes para la vigente Constitución de la República Bolivariana de Venezuela. Fue gobernador de su estado natal entre el año 2000 y 2004.

## Formación y actividad estudiantil
Desde muy joven compartió sus estudios con la dirigencia social y política en la ciudad de Maturín Estado Monagas, directivo del Centro de Estudiante del liceo Miguel José Sanz, donde curso educación media, y para ese momento se incorpora al partido Movimiento al Socialismo (MAS), a los 14 años de edad en el año de 1974. 
Se trasladó a Caracas a fin de estudiar en la Facultad de Derecho de la Universidad Central de Venezuela (UCV) donde obtuvo el título de abogado,  se destacó como Presidente del Centro de Estudiantes de esa facultad, así como en la posición de Secretario General y Presidente Adjunto de la Federación Centro de Universitarios (FCU-UCV), allí planificó y realizó dos huelgas de hambre por las reivindicaciones estudiantiles y representó a la Universidad en múltiples encuentros nacionales e internacionales.

## Actividad política y social
En 1994 fue diputado al Congreso Nacional de Venezuela. En el año de 1999 fue elegido por votación popular como miembro a la Constituyente que daría paso a la nueva Constitución de la República Bolivariana de Venezuela, donde se destacó en la discusión, análisis y redacción de varios artículos de esta, presidiendo la Comisión del Poder Legislativo.
En el 2000 se presentó como candidato a las elecciones de Gobernadores para el periodo 2000-2004 por el estado Estado Anzoátegui. Con el apoyo del Movimiento Quinta República, partido fundado por el comandante Hugo Chávez, y además con el apoyo del Movimiento al Socialismo (MAS),  donde destacó su gestión gubernamental por los programas sociales, culturales, estudiantiles, y a favor de la tercera edad así como vialidad e infraestructura, destacándose la construcción del primer tramo de la autopista del Sur de Cantaura – El Tigre. En el mismo tiempo de gestión como Gobernador se generaba una gran crisis política en su país que llevaron a una ruptura entre su partido (MAS)  y el presidente en curso Hugo Chávez. Fiel a su militancia en el Movimiento al Socialismo (MAS),  de tres décadas acató la polémica decisión sobre la ruptura.
Durante su militancia en el (MAS) durante treinta tres años, fue Secretario General en su Estado natal Estado Anzoátegui y miembro de la Dirección y Comité Ejecutivo Nacional durante doce años hasta el 2007.
En el año 2005 es candidato a Diputado por la Unidad Opositora a la Asamblea Nacional, oponiéndose luego abiertamente a la política de abstencionismo aprobada por la oposición venezolana, a no participar en las elecciones y deja sentado su crítica a esa política no democrática.
Durante 2005 a 2009 enfrenta con éxito un juicio tribunalicio por el deterioro de la Residencia Gubernamental de su Estado, se le prohíbe la salida del país y permanece en territorio nacional todo el tiempo que dura el proceso en su contra. Del 2006 al 2008 lleva adelante el programa racial diario llamado “Encuentro y Análisis”, que alcanza una gran sintonía en el estado Anzoátegui. Ha sido Abogado de varios sindicatos y ha participado en números congresos,  seminarios y eventos nacionales e internacionales. Posee diversas condecoraciones y reconocimientos internacionales, nacionales y regionales por su trayectoria y méritos sociales profesional y políticos. Ha sido columnista de varios periódicos regionales en el país.